# LJ-001
LJ-001 ist ein experimentelles Virostatikum gegen verschiedene behüllte RNA-Viren.

## Eigenschaften
LJ-001 ist wirksam gegen das Influenza-A-Virus, Filoviren wie das Ebolavirus, Pockenviren, Arenaviren, Bunyaviren, Paramyxoviren, Flaviviren und HIV. durch Hemmung des Zelleintritts (Entry-Inhibitor) nach der Adsorption an die Zelloberfläche und vor der Fusion mit der Endosomenmembran. Daneben führt LJ-001 zur Bildung von Sauerstoffradikalen, die die Virushülle schädigen. LJ-001 wurde aufgrund von Instabilität des Moleküls und der Notwendigkeit von Licht für eine Wirkung nicht weiter entwickelt. Jedoch dient es als Leitstruktur bei der Entwicklung eines neuen Virostatikum-Typs.